# 城市绿心森林公园
城市绿心森林公园（简称城市绿心，又名东方绿星）是一座地处中华人民共和国北京市通州区的城市公园，位于北运河、东六环、京津公路围成的区域内，承载休闲、娱乐、观光、生态恢复等功能，是北京城市副中心“一带、一轴、两环、一心”的绿色空间结构的重要组成部分，兼具复合城市功能。城市绿心占地面积约11.2平方公里，相当于两个奥林匹克公园或三个颐和园大小。
城市绿心由北京城市副中心投资建设集团（北投集团）运营，于2020年9月29日正式开放。城市绿心北侧的北京城市副中心三大建筑（剧院、图书馆、首博东馆）计划于2022年底完工。

## 规划建设历程

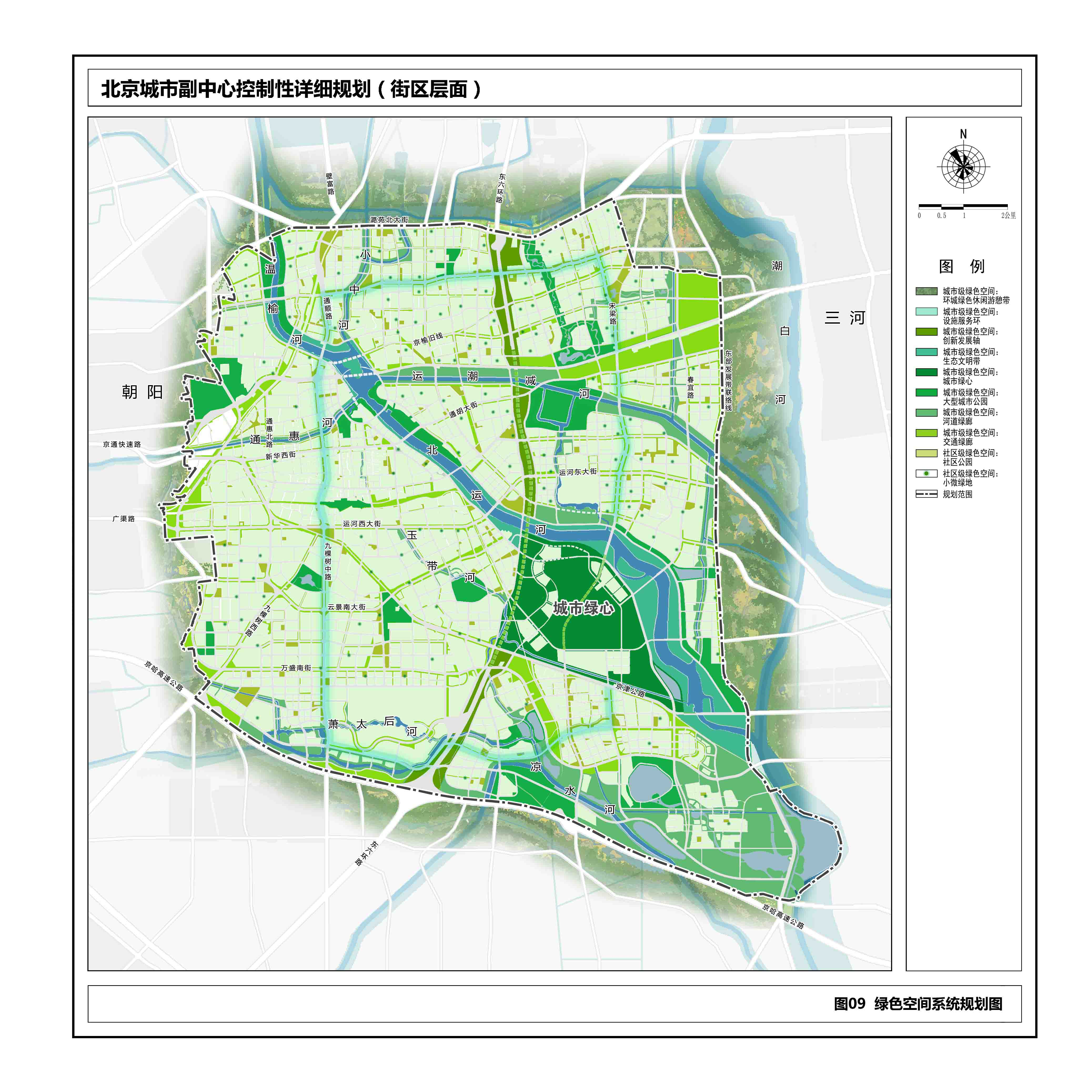
《北京城市副中心控制性详细规划（街区层面）（2016年—2035年）》 绿色空间系统规划示意图

城市绿心地块原为东方化工厂、3个村庄和一些乡镇企业，其中东方化工厂曾是中国规模最大、品种最全、质量最优的丙烯酸及酯类产品的生产、科研、开发基地，已于2012年关闭。
2017年9月，中国共产党中央委员会、中华人民共和国国务院批复同意《北京城市总体规划（2016年－2035年）》，规划中提出城市绿心是北京城市副中心沿大运河的生态文明带的三个功能节点之一、沿六环路创新发展轴的四个功能节点之一。
2018年，城市绿心完成起步区规划和剧院、图书馆、博物馆设计方案征集，开始部分动工。
2018年12月，中共中央、国务院批复同意了《北京城市副中心控制性详细规划（街区层面）（2016年－2035年）》，规划中提出，要“依托城市绿心建设最具亮点的市民活力中心”。
2019年10月，城市绿心被北京市规划和自然资源委员会授予“北京市绿色生态示范区”称号同月，位于城市绿心内的北京城市副中心剧院、图书馆、博物馆，配套有地铁换乘站正式开工。在这一年里，城市绿心完成8000亩绿化造林，新增各类树木、灌木150多万株，星形园路全线贯通。
2020年3月，城市绿心首个景观建筑樱花庭院竣工。6月，二十四节气林窗仿古建筑群主体竣工。
2020年8月18日，城市绿心被正式命名为“城市绿心森林公园”。发布会上，同时发布了城市绿心LOGO形象标识，主要元素为表示“人”的抽象形“五角星”和表示公园的“星型园路环”形态，来表示人与自然和谐共生的新发展理念，标识英文名称则为“Central Green”。
2020年9月29日上午9时30分，城市绿心森林公园正式开园。迎着小雨，有人手摇五星红旗，来自搬迁村庄、副中心重点工程、战疫一线等各方面的代表1600余人参加健步走，成为首批游客

## 规划布局

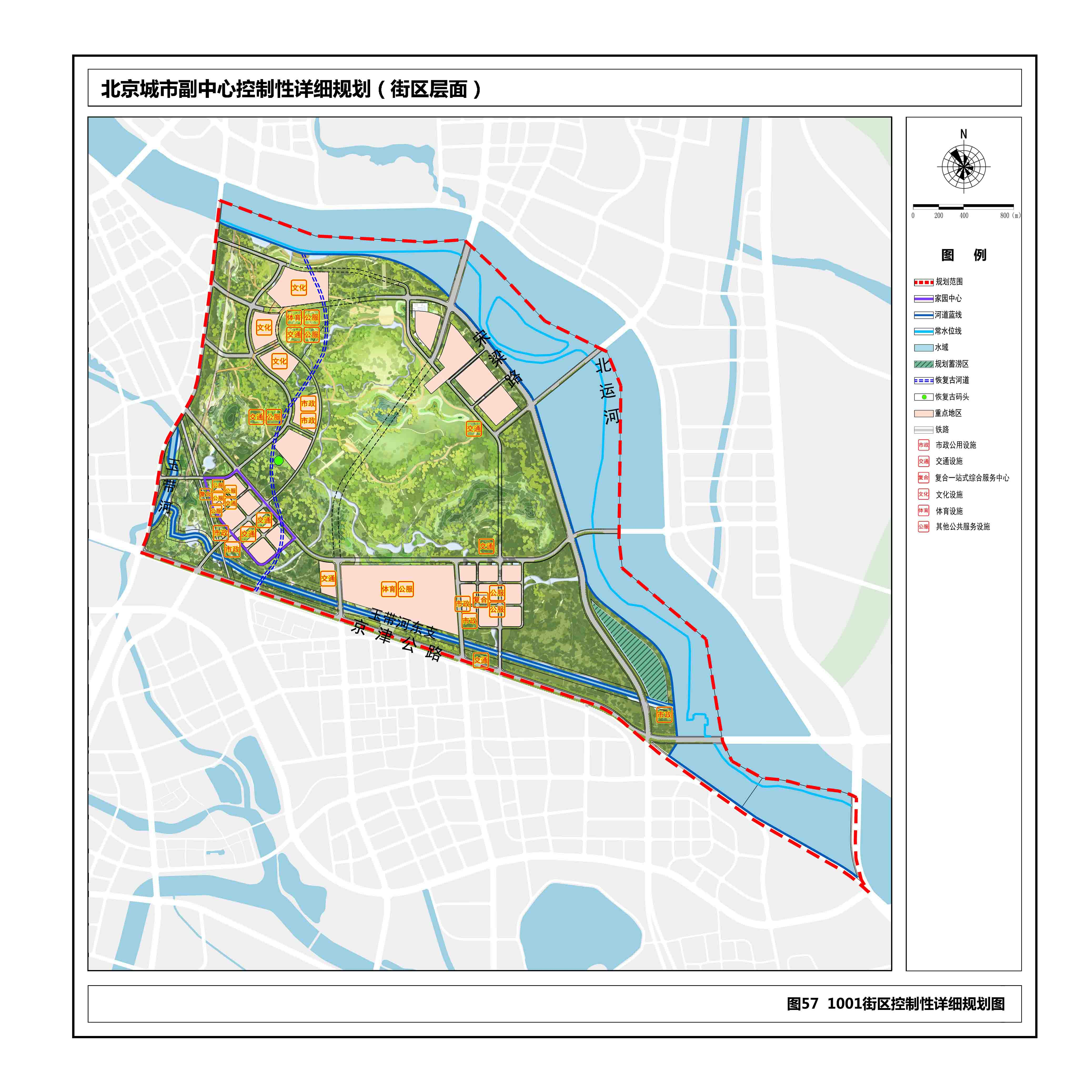
《北京城市副中心控制性详细规划（街区层面）（2016年—2035年）》 1001街区规划图则

城市绿心在《北京城市副中心控制性详细规划（街区层面）（2016年—2035年）》中被划入1001街区。城市绿心总规划面积约11.2平方公里，其中绿化面积约7.37公里。城市绿心由五个功能组团构成，自北向南分别为市民文化休闲组团、绿色空间和体育服务组团，另外三个规划预留组团。

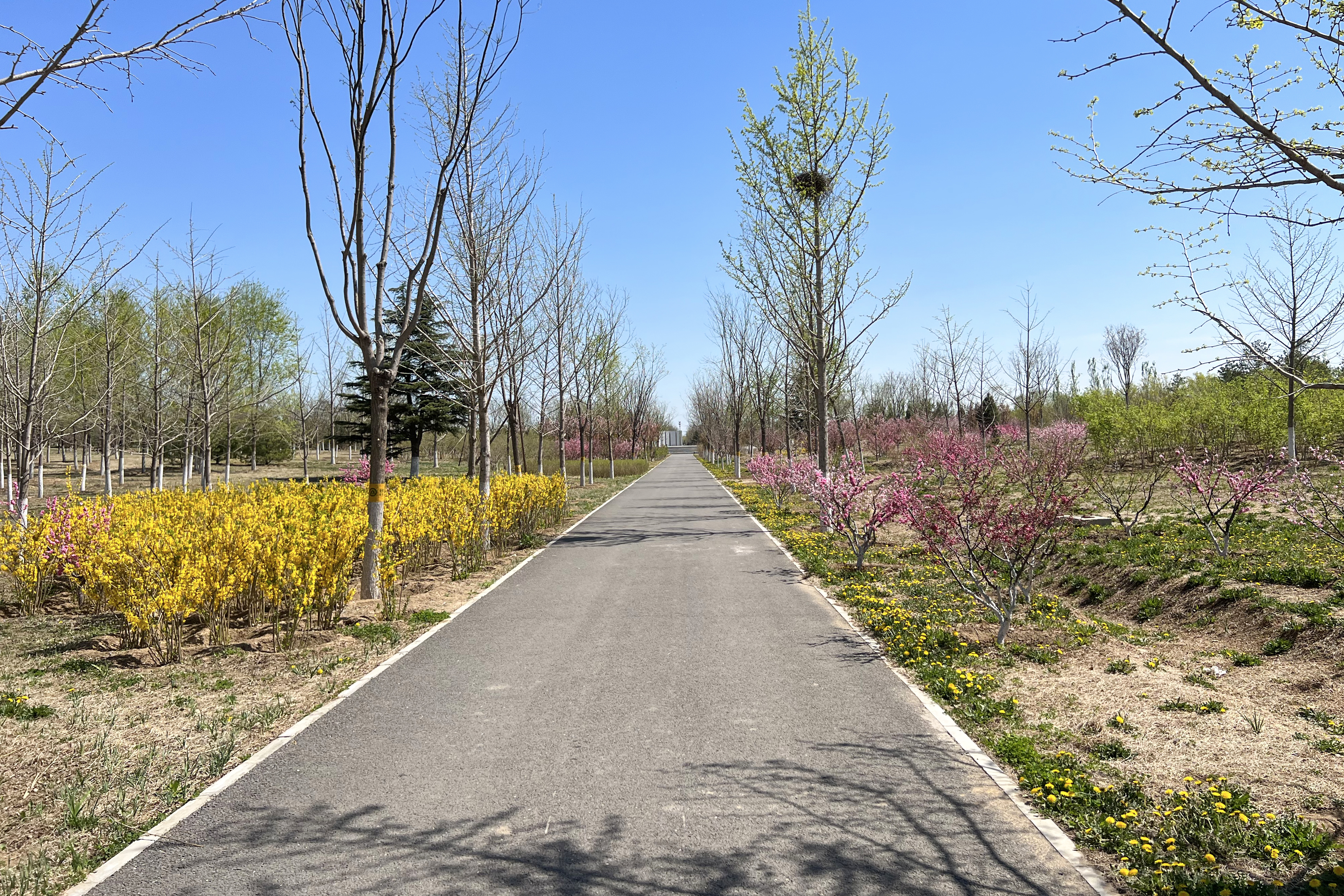
生态保育核，该区域禁止任何游人进入

城市绿心主要由“一核、两环、三带、五区”构成。“一核”即生态保育核心区，占地约78公顷，位于星形园路环内，原为受污染土地，规划为限制开放，将尝试近自然造林；“两环”是星形园路环和二十四节气环，星形园路环形状接近五角星型，全长5.5公里、由一条8米宽的骑行道路和一条3米宽的健身步道组成，路旁栽种了白蜡与银杏，而二十四节气环则是按二十四节气沿星形园路布置的24个仿古景观林窗，均采用四梁八柱的建筑方法，融入了万字符、团花墙等中国传统元素，既展现了通州当地的名胜古迹和风土人情，又结合了现代建筑手法；“三带”是大运河文化带、运河故道景观带和六环高线公园带；“五区”是文化区、市民区、体育区、雨洪区、科普区。
城市副中心的三大文化建筑——城市副中心剧院、城市副中心图书馆、首都博物馆（东馆）位于城市绿心西北部，与行政办公区隔大运河相望，均已于2019年10月底正式开工，预计2022年年底投入使用。三大建筑与共享配套设施采用一体化设计，总建筑面积约30万平方米，预留有轨道交通M101线和M104线换乘站，预计每天可接待一万多人次。
城市绿心保留了原东方化工厂的厂区大门和部分烟路由、囱、厂房，构建遗址公园。城市绿心复原了一段长约2.5公里、宽约五六十米运河故道，位于城市绿心西部，将按照《潞河督运图》进行修复，建成生态景观走廊。
城市绿心还将建设海绵城市，设置调蓄景观湖、人工湿地和生态河道，可保证50年一遇洪水不外排，另规划有玉带河支沟及规划蓄洪区应对超标洪水。城市绿心规划大量使用可再生能源，进行宽带光纤网与5G移动网络建设。

## 交通
城市绿心临近在建的北京城市副中心交通枢纽。城市绿心附近的城市轨道交通有：
- 北京市郊铁路城市副中心线：乔庄东站
- █ 八通线：土桥站、花庄站
- █ 6号线：北运河东站、郝家府站、东夏园站
- █ 7号线：花庄站
- █ 18号线：城市绿心站
- █ 城市副中心M101线
- █ 城市副中心M104线

除此之外，北京城市副中心规划开通以水上旅游观光为主的北运河通航线路，可以覆盖城市绿心地区。